# Marijke Groenewoud
Marijke Groenewoud (Hallum, 28 de enero de 1999) es una deportista neerlandesa que compite en patinaje de velocidad sobre hielo.
Participó en los Juegos Olímpicos de Pekín 2022, obteniendo una medalla de bronce en la prueba de persecución por equipos (junto con Irene Schouten, Ireen Wüst y Antoinette de Jong).
Ganó una medalla de plata en el Campeonato Mundial de Patinaje de Velocidad sobre Hielo de 2024 y seis medallas en el Campeonato Mundial de Patinaje de Velocidad sobre Hielo en Distancia Individual entre los años 2021 y 2025.
Además, obtuvo una medalla de bronce en el Campeonato Europeo de Patinaje de Velocidad sobre Hielo de 2023 y cinco medallas en el Campeonato Europeo de Patinaje de Velocidad sobre Hielo en Distancia Individual, en los años 2022 y 2024.

## Palmarés internacional
| Juegos Olímpicos                           | Juegos Olímpicos          | Juegos Olímpicos  | Juegos Olímpicos        |
| Año                                        | Lugar                     | Medalla           | Prueba                  |
| ------------------------------------------ | ------------------------- | ----------------- | ----------------------- |
| 2022                                       | Pekín (China)             | Medalla de bronce | Persecución por equipos |
| Campeonato Mundial                         |                           |                   |                         |
| Año                                        | Lugar                     | Medalla           | Prueba                  |
| 2024                                       | Inzell (Alemania)         | Medalla de plata  | Clasificación general   |
| Campeonato Mundial en Distancia Individual |                           |                   |                         |
| Año                                        | Lugar                     | Medalla           | Prueba                  |
| 2021                                       | Heerenveen (Países Bajos) | Medalla de oro    | Salida en grupo         |
| 2023                                       | Heerenveen (Países Bajos) | Medalla de oro    | Salida en grupo         |
| 2024                                       | Calgary (Canadá)          | Medalla de oro    | Persecución por equipos |
| 2024                                       | Calgary (Canadá)          | Medalla de bronce | Salida en grupo         |
| 2025                                       | Hamar (Noruega)           | Medalla de oro    | Salida en grupo         |
| 2025                                       | Hamar (Noruega)           | Medalla de oro    | Persecución por equipos |
| Campeonato Europeo                         |                           |                   |                         |
| Año                                        | Lugar                     | Medalla           | Prueba                  |
| 2023                                       | Hamar (Noruega)           | Medalla de bronce | Clasificación general   |
| Campeonato Europeo en Distancia Individual |                           |                   |                         |
| Año                                        | Lugar                     | Medalla           | Prueba                  |
| 2022                                       | Heerenveen (Países Bajos) | Medalla de plata  | Salida en grupo         |
| 2024                                       | Heerenveen (Países Bajos) | Medalla de oro    | 3000 m                  |
| 2024                                       | Heerenveen (Países Bajos) | Medalla de oro    | Persecución por equipos |
| 2024                                       | Heerenveen (Países Bajos) | Medalla de oro    | Salida en grupo         |
| 2024                                       | Heerenveen (Países Bajos) | Medalla de plata  | 1500 m                  |